# Polska Społeczność Internetu
Polska Społeczność Internetu – stowarzyszenie, które miało w założeniach reprezentować interesy polskich internautów oraz dbać o rozwój internetu w Polsce, działające w latach 1993–2000.

## Historia
Pierwotnie PSI istniało jako nieformalna grupa administratorów serwerów i innych osób związanych z rozwojem internetu w Polsce, którzy prowadzili nieformalne dyskusje na liście dyskusyjnej, działającej na listserverze AGH, założonej w 1993. Od 1997 r. dyskusje odbywały się w Usenecie na grupie dyskusyjnej pl.org.psi, która była bramkowana w obie strony do starej listy dyskusyjnej.
Formalnie PSI jako stowarzyszenie zostało zarejestrowane w sądzie 5 lipca 1995 r. Jego pierwszym prezesem został Marek Car. Do zarządu weszli wówczas: Maciej Uhlig i Tomasz Kokowski – wiceprezesi, Rafał Maszkowski – skarbnik, Jacek Gajewski, Michał Jankowski i Szymon Sokół.
W kwietniu 1997 r., po śmierci Marka Cara, odbyło się drugie (i ostatnie) walne zgromadzenie PSI. Na prezesa został wybrany Tomasz Kokowski, zaś do zarządu weszli: Rafał Maszkowski, Dariusz Wichniewicz, Michał Jankowski, Grzegorz Brzeski, Grzegorz Sapijaszko i Maciej Śnieżek.

## Zakończenie działalności
Stowarzyszenie oficjalnie nie zostało nigdy rozwiązane, lecz zaprzestało całkowicie działalności na przełomie lat 1999-2000, na skutek ogólnego braku zainteresowania tą instytucją. Jej zadania przejęło Internet Society Poland – polski oddział Internet Society, który współzakładało kilku najbardziej aktywnych działaczy dawnego PSI (m.in. Jacek Gajewski, Władysław Majewski, Rafał Maszkowski, Maciej Śnieżek).
Grupa dyskusyjna pl.org.psi została ostatecznie zlikwidowana w lutym 2000.